# キリストの埋葬 (ティツィアーノ、1559年)
『キリストの埋葬』（キリストのまいそう、西: Entierro de Cristo、英: The Entombment）は、イタリア・ルネサンスのヴェネツィア派の巨匠ティツィアーノ・ヴェチェッリオがキャンバス上に油彩で描いた絵画である。フェリペ2世 (スペイン王) の委嘱により1559年に制作された。描かれているのは『新約聖書』中の「マタイによる福音書」 (27章 57-61) を初め4つの「福音書」すべてに記述されている、石棺にイエス・キリストを埋葬する場面である。作品は現在、マドリードのプラド美術館に所蔵されている。

## 歴史
この絵画は、フェリペ2世からティツィアーノに委嘱された「キリストの埋葬」を主題とした2番目の作品である。1557年に、より小さな半身像の同主題作がスペインに送られたが、移送中に失われた。本作は、1559年に『ディアナとカリスト』、『ディアナとアクタイオン』 (両作ともスコットランド国立美術館、ロンドン・ナショナル・ギャラリーの共同所有)  とともにスペインに送られ、1574年にはエル・エスコリアル修道院にもたらされた。エル・エスコリアル修道院内の旧教会 (Iglesia Vieja) で、この絵画はティツィアーノによるほかの2作品 (『東方三博士の礼拝』と1567年制作の『聖ラウレンティウスの殉教』の第2ヴァージョン) と並べて掛けられた。
なお、ティツィアーノの同主題のほかの作品として、1572年にヴェネツィアの元老院からフェリペ2世の秘書アントニオ・ペレス に贈られた、本作と類似している『キリストの埋葬』 (プラド美術館) 、初期の1520年ごろマントヴァ侯爵フェデリーコ2世・ゴンザーガのために描かれた『キリストの埋葬』 (ルーヴル美術館) もある。

## 作品

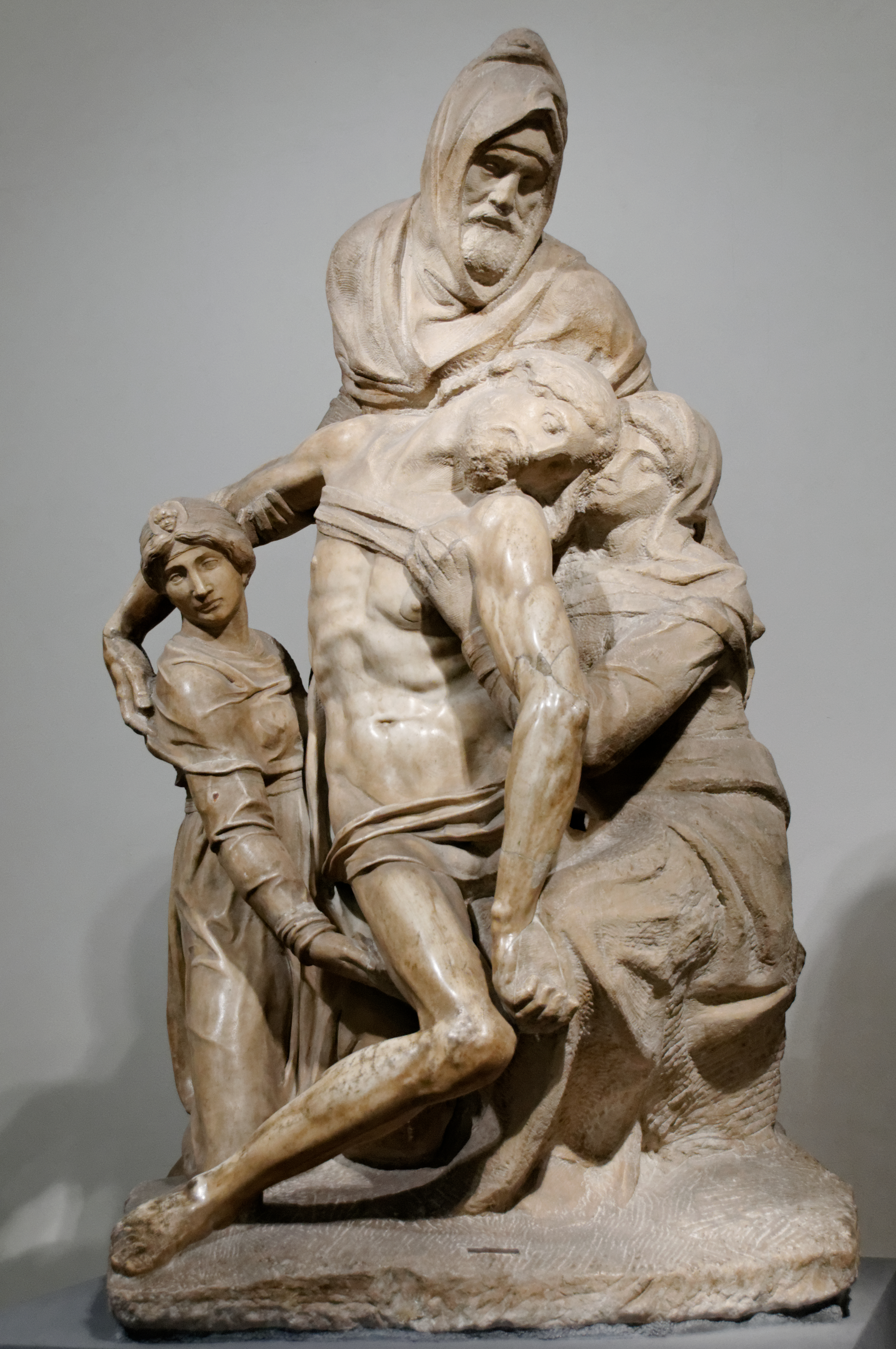
ミケランジェロの『キリストの埋葬 (フィレンツェのピエタ)』（1547年–1553年）、サンタ・マリア・デル・フィオーレ大聖堂、フィレンツェ

キリストの遺体には5人の人物が取り巻き、そのうちの3人は遺体を石棺に入れている。画面左端で遺体を支えているのは、夜密かに教えを学ぶためにキリストのもとを訪れたニコデモである。目立つ青い衣服の聖母マリアはキリストの左腕を持ち、足元にはアリマタヤのヨセフがいる。ニコデモはティツィアーノ自身の容貌をしているが、これはミケランジェロの彫刻『キリストの埋葬』 (サンタ・マリア・デル・フィオーレ大聖堂、フィレンツェ)  に想を得ている可能性がある。この彫刻で、ミケランジェロは自身をキリストの遺体を支えるニコデモとして描いているのである。
本作には、白い服を着ている赤い髪のマグダラのマリアと、聖母の背後で手を合わせ、立っている福音書記者聖ヨハネも登場している。大理石の石棺は古代ローマのものに類似している。石棺は『旧約聖書』に由来する「カインとアベル」、「イサクの燔祭」の逸話を表す浮彫で装飾されているが、これはキリストの「受難」を予兆するものである。キリストの埋葬を手助けしている聖母が描かれているのは異例で、これは福音書には記されていない。ピエトロ・アレティーノの1538年の著作『 キリストの人間性に関する4冊 (I quattro libri de la humanità di Christo) 』に由来している。人物の位置もまた、アレティーノの著作に従っており、ニコデモはキリストの頭部に、アリマタヤのヨセフはキリストの足元に、聖母、聖ヨハネ、マグダラのマリアは中央に配置されている。
本作は、幅広い筆触と輝く色彩によって特徴づけられる、当時のティツィアーノの様式的発展を示している。また、画家晩年の作品に典型的な悲壮感を誇張した表現が見られる最初の作品であり、画家のターニングポイントとなっている作品でもある。

## ギャラリー

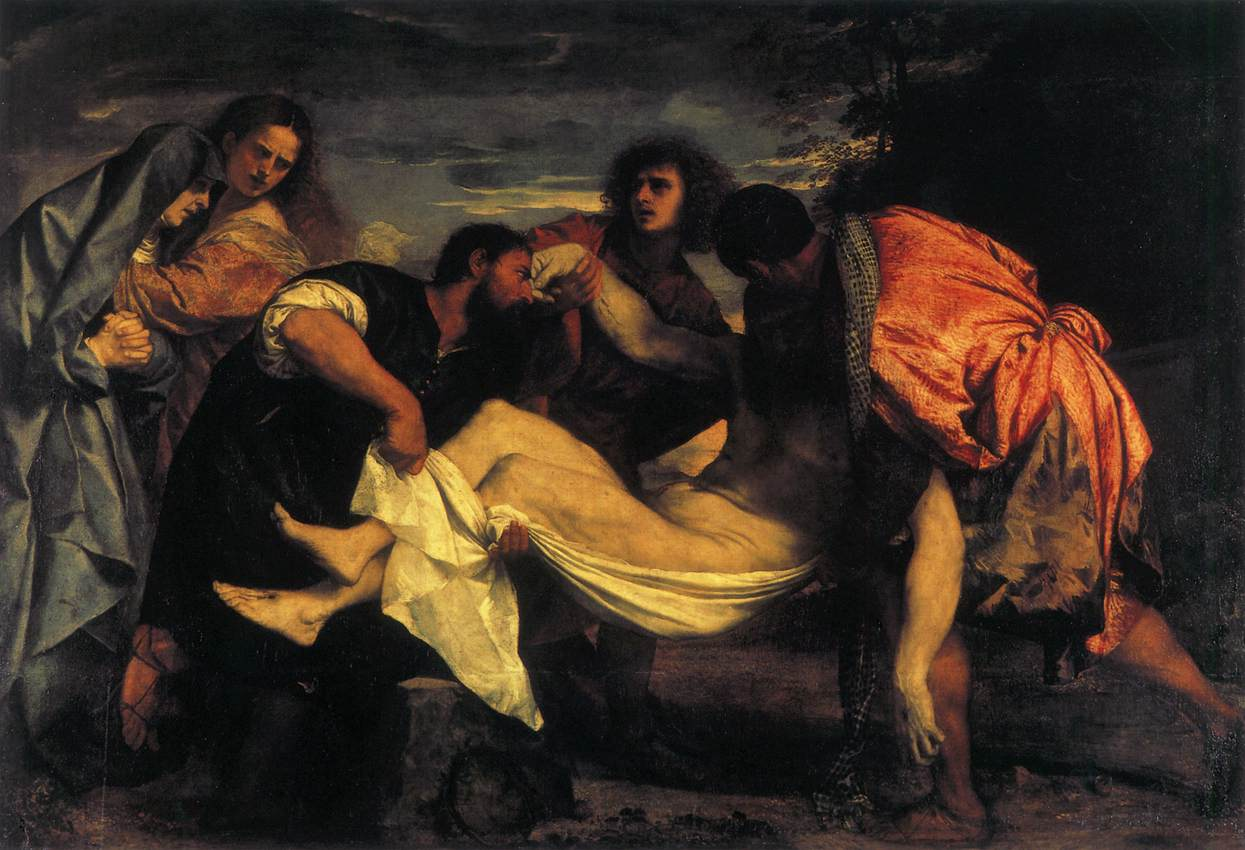
ティツィアーノ『キリストの埋葬』 (1520年ごろ)、ルーヴル美術館
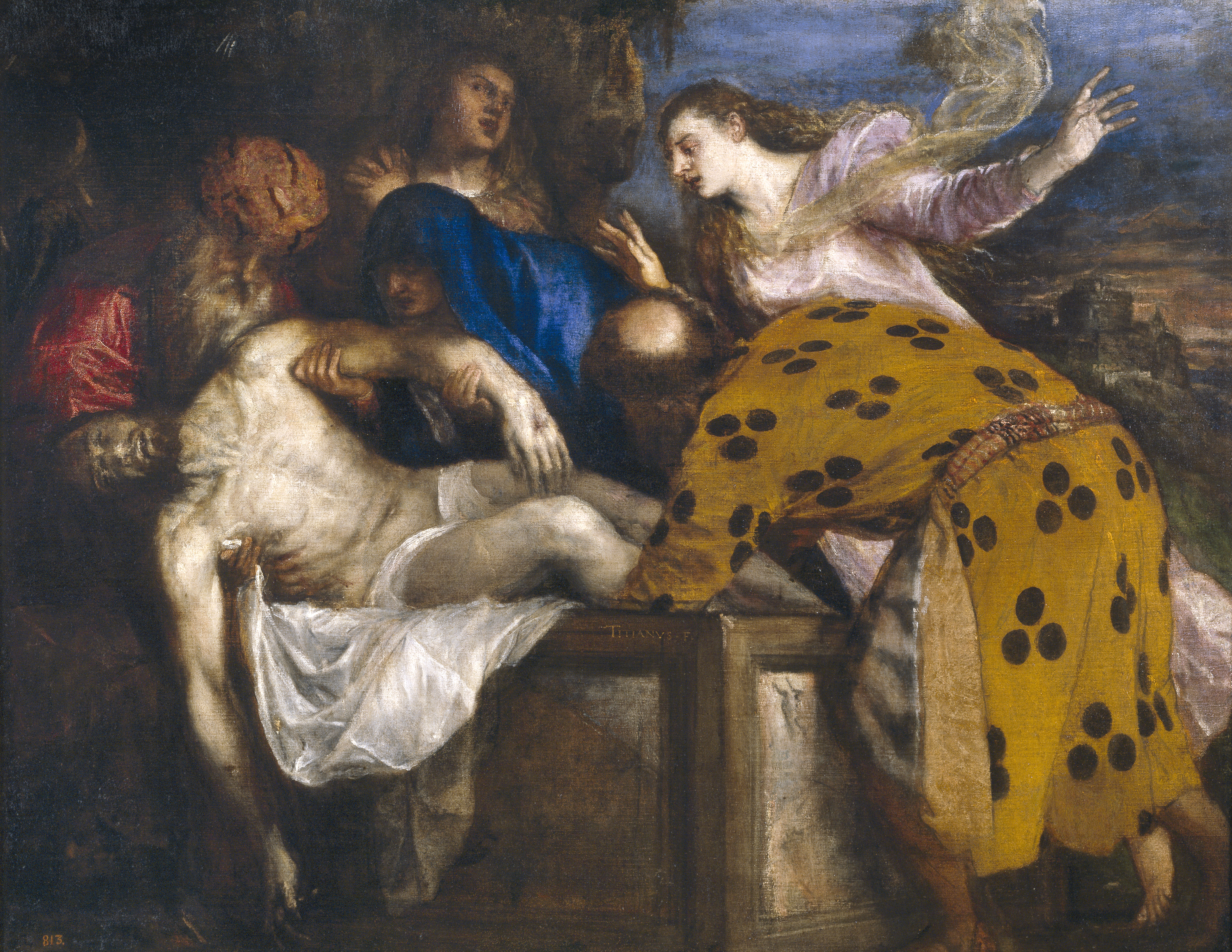
ティツィアーノ『キリストの埋葬』 (1572年)、プラド美術館
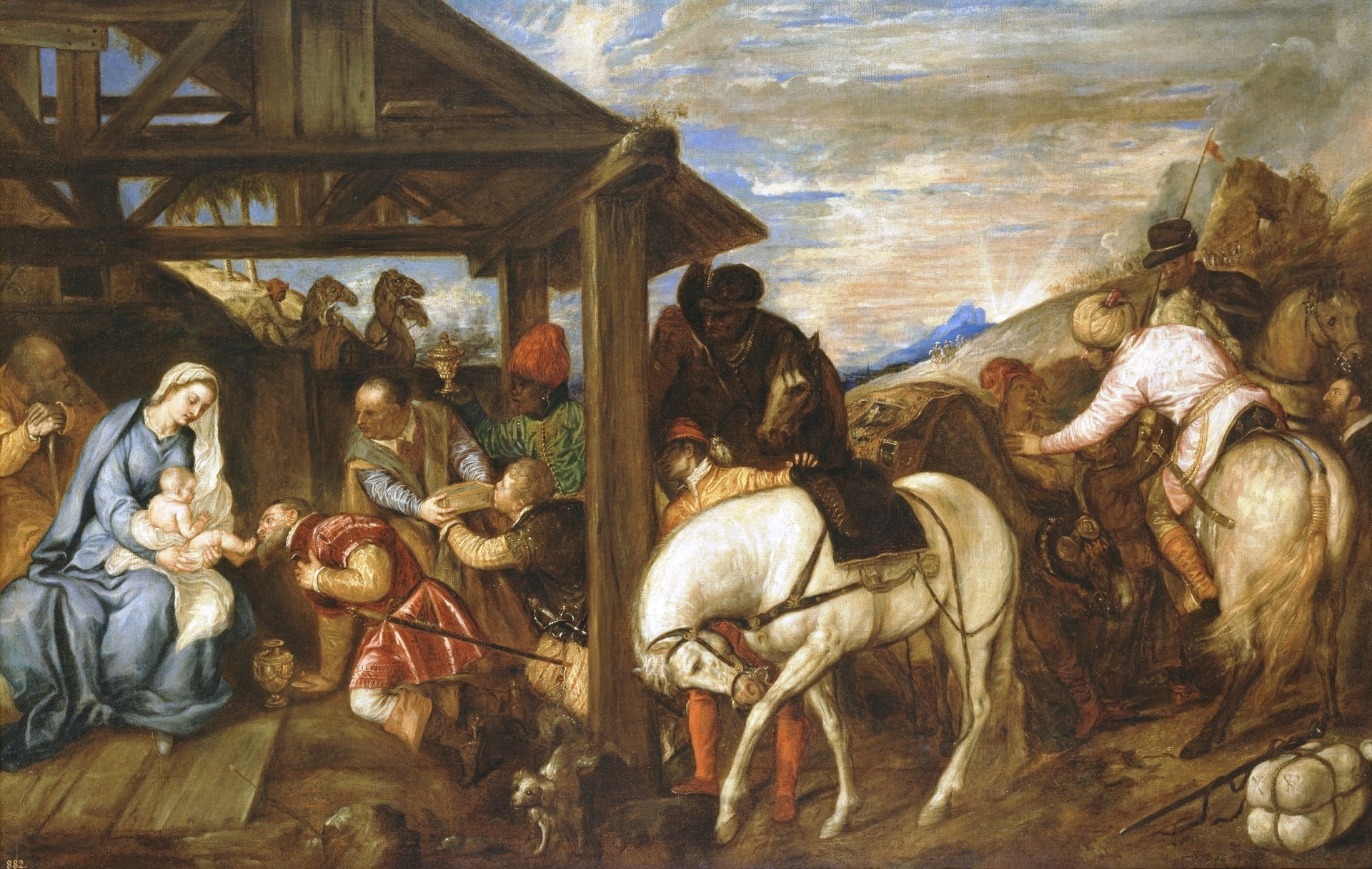
ティツィアーノ『東方三博士の礼拝』 (16世紀)、プラド美術館
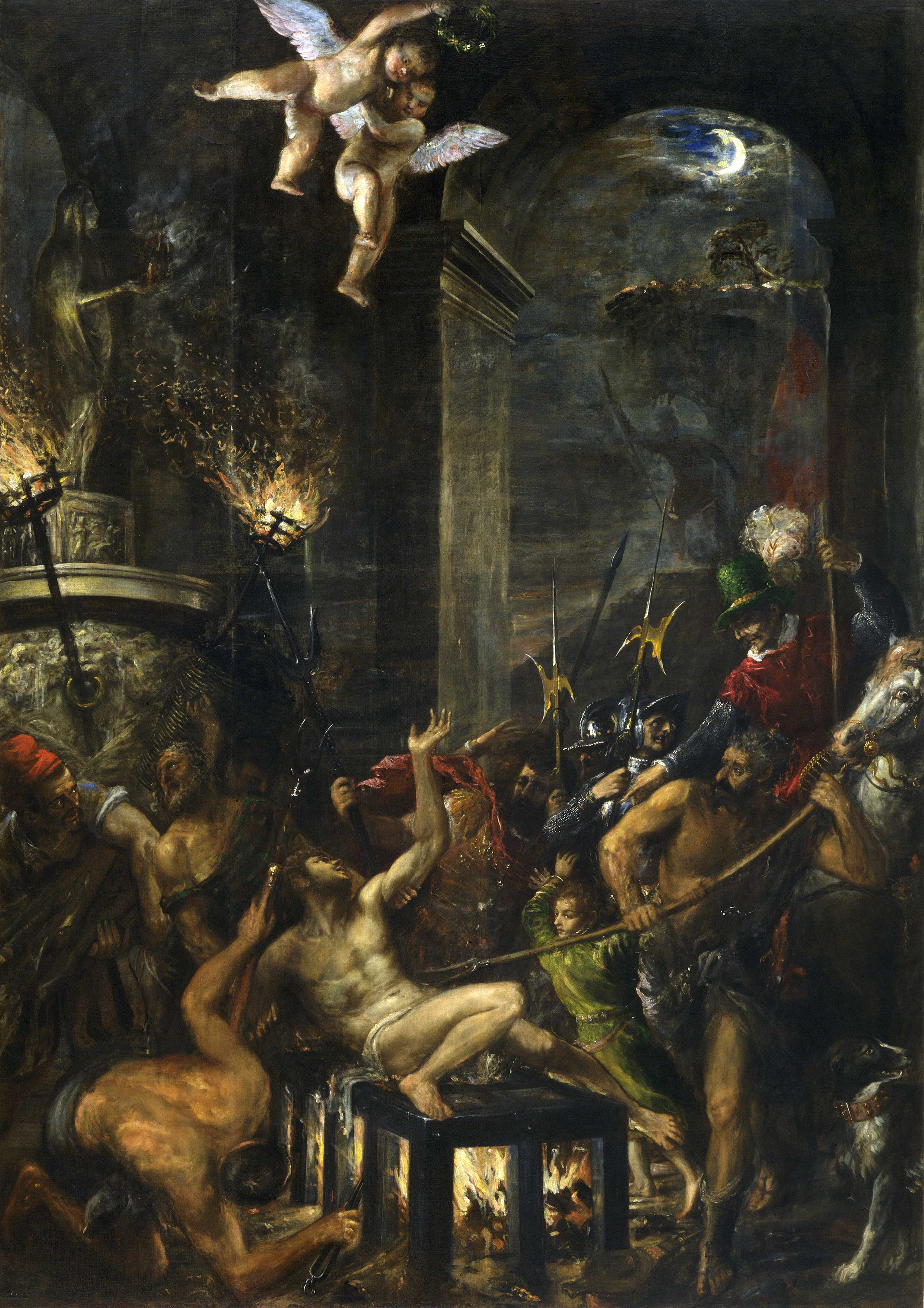
ティツィアーノ『聖ラウレンティウスの殉教（英語版）』 (1567年)、エル・エスコリアル修道院